# CM体
数学において、CM体 (CM-field) は特別なタイプの代数体 K であり、虚数乗法 (complex multiplication) 論との密接な関係からこの名前がついた。J-体 (J-field) と呼ばれることもある。
省略形 "CM" は (Shimura & Taniyama 1961) によって導入された。

## 定義
数体 K が CM 体であるとは、総実な基礎体 F の二次拡大で、K が総虚なことをいう。すなわち、F の C への埋め込みは全て、完全に R に含まれるが、K から R への埋め込みは存在しない。
言い換えると、K の部分体 F が存在して、K は F 上次のようなある 1 つの元の平方根 {\displaystyle \beta ={\sqrt {\alpha }}} によって生成される。β の有理数体 Q 上の最小多項式のすべての根は実数でない複素数である。このため α は「総負」に選ばれなければならない、つまり K の実数体への各埋め込み σ に対して、σ(α) < 0 である。

## 性質
CM体の1つの性質は、C 上の複素共役が C へのその体の埋め込み方によらないその体上の自己同型を引き起こすことである。この自己同型は上の記号で β の符号を変えなければならない。
数体 K が CM 体であることと K が "units defect" を持つこと、すなわち K の真の部分体 F であってその単数群が K の単数群と同じ Z-ランクを持つものが存在することが同値である (Remak 1954)。実は、F は上で述べた K の総実部分体である。これはディリクレの単数定理から従う。

## 例
- 最も簡単な、そして動機付けとなる CM体の例は、虚二次体であり、その総実部分体は有理数体である。
- CM体の最も重要な例の一つは、1 の原始 n 乗根で生成される円分体 {\displaystyle \mathbb {Q} (\zeta _{n})} である。この体は総実体 {\displaystyle \mathbb {Q} (\zeta _{n}+\zeta _{n}^{-1})} の総虚二次拡大である。{\displaystyle \mathbb {Q} (\zeta _{n}+\zeta _{n}^{-1})} は複素共役写像の固定体であり、{\displaystyle \mathbb {Q} (\zeta _{n})} はそれに {\displaystyle \zeta _{n}^{2}+\zeta _{n}^{-2}-2=(\zeta _{n}-\zeta _{n}^{-1})^{2}} の平方根を添加することにより得られる。
- すべての CM 体の合併 QCM は無限次拡大であることを除いて CM 体に似ている。それはすべての総実体の合併 QR の二次拡大である。絶対ガロア群Gal(Q/QR) は Gal(Q/Q) の位数 2 のすべての元によって（閉部分群として）生成され、Gal(Q/QCM) は指数 2 の部分群である。ガロア群 Gal(QCM/Q) は位数 2 の 1 つの元（複素共役）によって生成される中心を持ち、その中心による商は群 Gal(QR/Q) である。
- V が n 次元複素アーベル多様体であれば、V の自己準同型の任意の可換代数 F は Z 上ランクが高々 2n である。ランクが 2n であり V は単純であれば、F は CM 体の order である。逆に、任意の CM 体は同種(isogeny)を除いて単純複素アーベル多様体からこのようにして生じる。